# 교토부 제1구
교토부 제1구(일본어: 京都府第1区)는 일본의 중의원 선거구이다. 1994년 공직선거법이 개정되면서 신설되었다.

## 지역
- 교토시
  - 기타구
  - 가미교구
  - 나카교구
  - 시모교구
  - 미나미구

## 역대 국회의원
| 선거          | 선거          | 의원            | 정당       |
| ------------- | ------------- | --------------- | ---------- |
|               | 1996년 제41회 | 이부키 분메이   | 자유민주당 |
| 2000년 제42회 |               | 이부키 분메이   | 자유민주당 |
| 2003년 제43회 |               | 이부키 분메이   | 자유민주당 |
| 2005년 제44회 |               | 이부키 분메이   | 자유민주당 |
|               | 2009년 제45회 | 타이라 토모유키 | 민주당     |
|               | 2012년 제46회 | 이부키 분메이   | 자유민주당 |
| 2014년 제47회 |               | 이부키 분메이   | 자유민주당 |
| 2017년 제48회 |               | 이부키 분메이   | 자유민주당 |